# Berg Ottó
Berg Ottó Frigyes (Budapest, 1895. május 15. – Budapest, 1974. május 25.) karmester, zeneszerző, kórusvezető. Első felesége Bodó Erzsi, második Dósa Mária opera-énekesnő volt.

## Élete
Berg Henrik gyárigazgató és Küchler Antónia fia. Zenei tanulmányait a Zeneakadémián végezte, ahol Herzfeld Viktornál zeneszerzést, Antalffy-Zsiross Dezsőnél orgonálni tanult. Az első világháború miatt félbehagyta tanulmányait és harminckét hónapig a fronton teljesített szolgálatot. 1918-ban Kerner Istvánnál szerzett diplomát. Pályafutását a Medgyaszay Színházban titkárként kezdte, majd 1919 szeptemberétől korrepetitorként szerződtette az Operaház Kerner István főzeneigazgató mellé. 1919 és 1928 között a Nemzeti Zenedében is tanított. 1925-ben kinevezték az Operaház karmesterének, ahol elsőként Poldini Ede Farsangi lakodalom című művét vezényelte. 1945-ig az egyik legtöbbet foglalkoztatott repertoár dirigensként tevékenykedett. Számos nemzetközileg elismert nagysággal dolgozott együtt. Elsősorban Richard Wagner műveit vezényelte sikerrel. 1929 telén a társulat nürnbergi vendégjátéka alkalmával kiemelkedő sikert aratott Poldini Farsangi lakodalom és Puccini Turandot című művének vezénylésével. Utóbbiban felesége, Bodó Erzsi énekelte a címszerepet. A Filharmóniai Társaság Zenekarát párizsi és londoni vendégszereplésekor nagy sikerrel dirigálta. Később a Magyar Rádió első karnagyaként számos operát vezényelt. Évekig állt a Palestrina kórus élén. 1957 és 1959 között betanító-korrepetitorként ismét az Operaházban működött. Táncjátékot komponált Robert Schumann Karnevál című zongoraciklusából, amely Milloss Aurél, a római Operaház balettigazgatójának koreográfiájával került színre. 1945 után a Belvárosi plébániatemplom kórusát is vezette.
A Farkasréti temetőben helyezték végső nyugalomra.
Első házastársa Bodó Erzsi volt, akit 1928. július 7-én Budapest I. kerületében vett nőül. 1949-ben elváltak.